# Puente Ryōgoku
El puente Ryōgoku (両国橋 Ryōgoku-bashi?) es un puente de Tokio construido en 1659 que cruza el río Sumida en la parte alta de su confluencia con el Río Kanda. Su nombre, que significa "dos provincias", proviene de la unión de "Edo" (el antiguo nombre de Tokio en la provincia de Musashi) y la provincia de Shimousa. El barrio Ryōgoku, situado al este del puente toma su nombre del mismo.
El puente Ryōgoku aparece en el anime de 2015 Miss Hokusai.

## Cronología
- 1659 (Manji 2): Comienza la construcción del puente Ryōgoku.[3]

- 26 de enero de 1881: Ocurre el Gran Incendio de Ryōgoku.[4]
- 1 de septiembre de 1923 (Taishō 12,  primer día del noveno mes):  El puente sufrió daños durante el  Gran Terremoto de Kantō.[5]
- 1932 (Shōwa 7): Finaliza la reconstrucción del puente.[5]

Vistas históricas del puente Ryōgoku
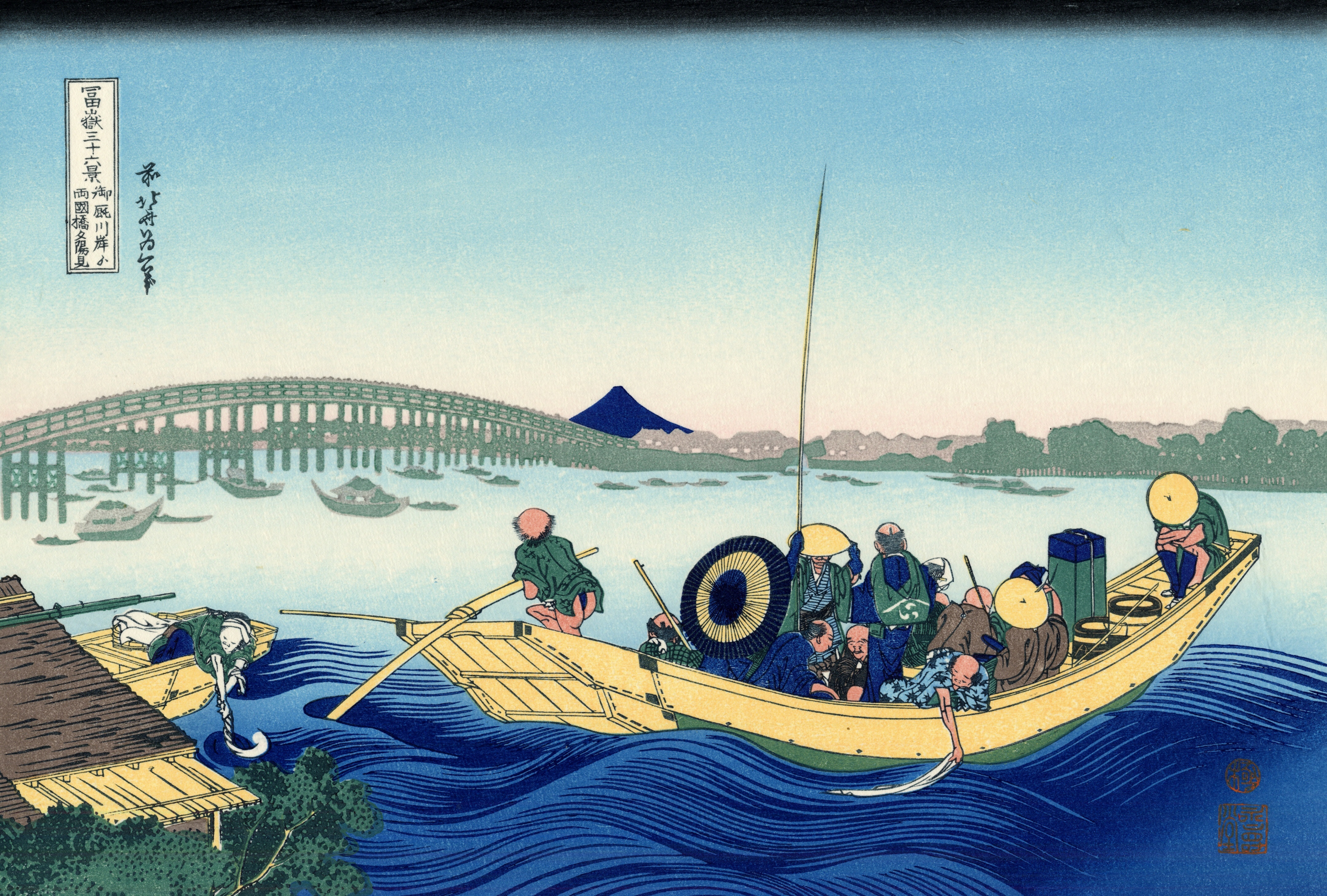
Hokusai
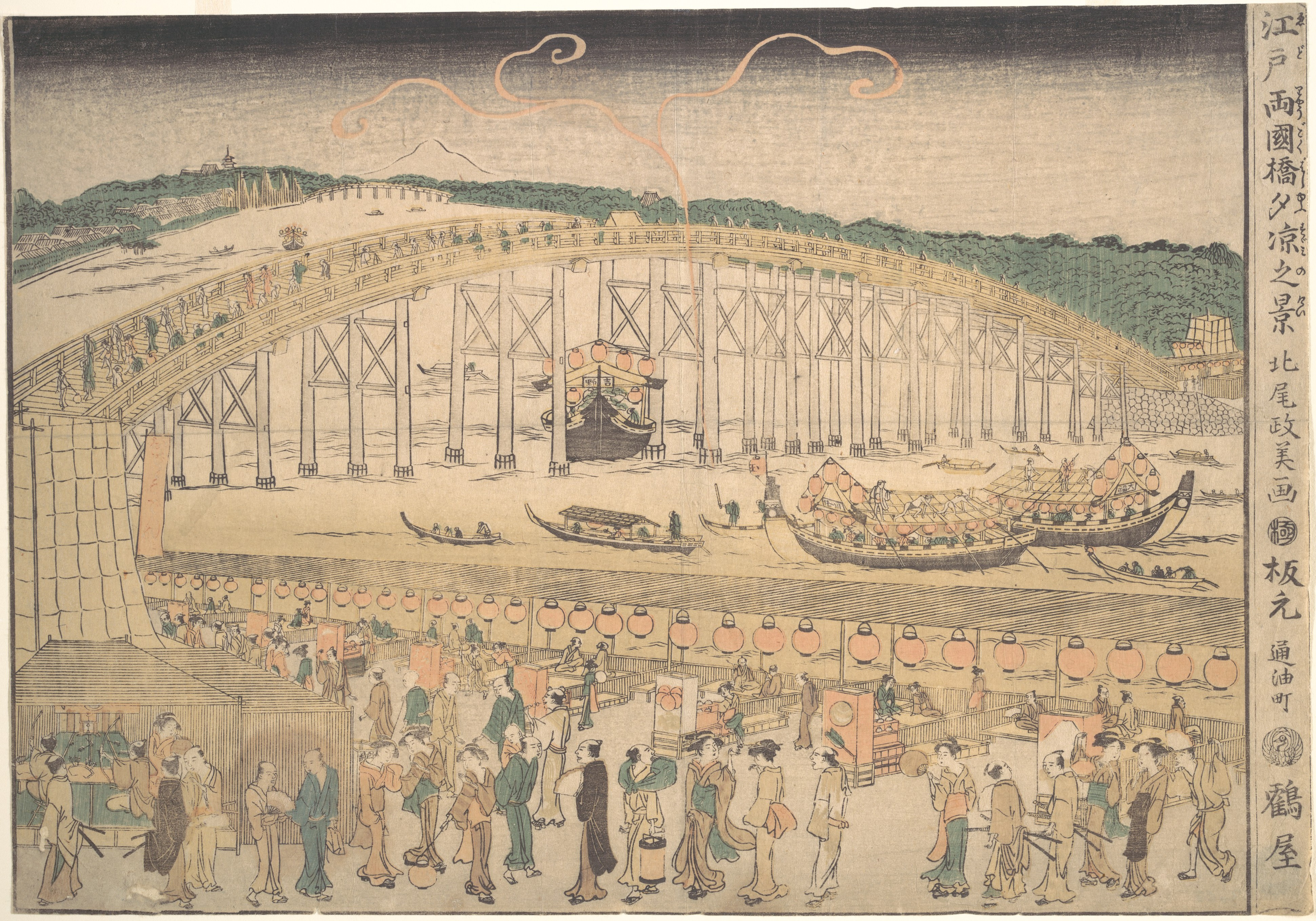
Aprox. 1780
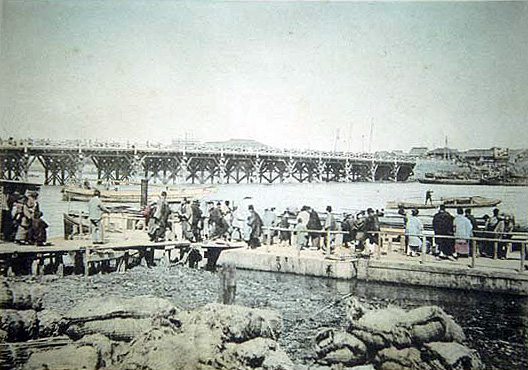
1875
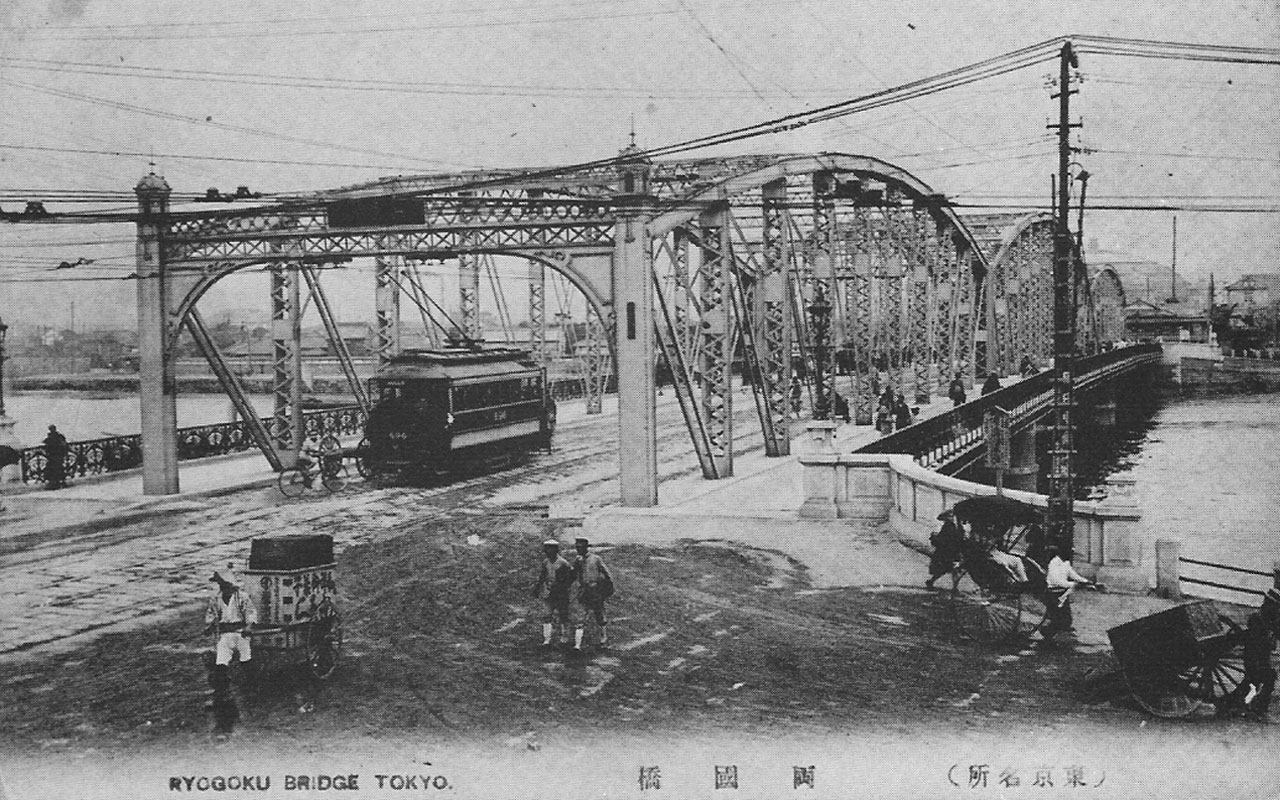
1904
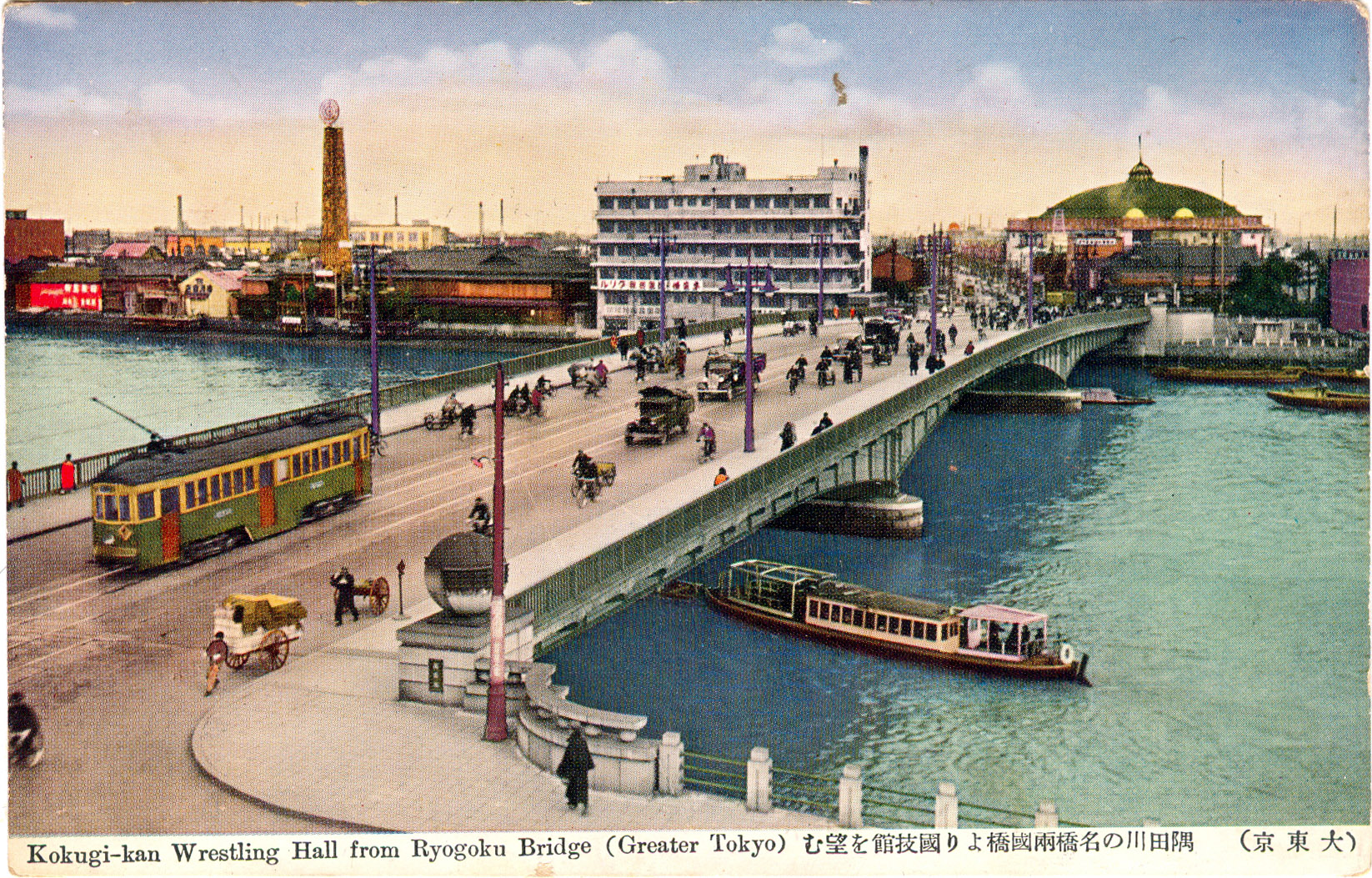
1935